# Jeong Jae-hee
Đây là một tên người Triều Tiên, họ là Jeong.
Jeong Jae-hee (tiếng Hàn: 정재희; sinh ngày 28 tháng 4 năm 1994) là một cầu thủ bóng đá Hàn Quốc thi đấu ở vị trí tiền vệ cho FC Anyang ở K League 2.

## Sự nghiệp
Jeong gia nhập đội bóng ở K League Challenge FC Anyang vào tháng 1 năm 2016.